# Флаг Всеволожского района
Флаг муниципального образования «Все́воложский муниципальный район» Ленинградской области Российской Федерации — опознавательно-правовой знак, служащий официальным символом муниципального образования.
Флаг утверждён 17 апреля 2003 года как флаг муниципального образования «Всеволожский район Ленинградской области» и переутверждён 21 октября 2005 года как флаг муниципального образования «Всеволожский муниципальный район» Ленинградской области.

## Описание
Прямоугольное полотнище с отношением ширины к длине 2:3, разделённое на равные части по ширине: красное (верхнее) и синее (голубое) (нижняя части), с двухсторонним изображением в центре элементов герба муниципального образования.
Геральдическое описание герба гласит: «В пересечённом червлёном и лазоревом поле золотая парусная ладья и над ней в червлени серебряная дуга, выходящая снизу, расторгнутая посередине и слева пониженная».

## Символика
Двухцветное поле символизирует два исторических княжества — Карельское (поле его герба красное) и Ижорское (поле его герба сине-голубое) бывших на всеволожской земле, а также достижения жителей района в материальной (красный цвет) и духовной (сине-голубой цвет) сферах, а также переход от отмеченного воинами и битвами прошлого к мирному будущему.
Ладья под парусом символизирует муниципальное самоуправление, сплочённость местного общества, древние исторические корни района. Через территорию района шли водно-сухопутные пути «из варяг в греки», осуществлялась связь с древней Ладогой — колыбелью государственности Российской, позднее с Новгородом и Московией.
Разорванное кольцо символизирует провыв блокады Ленинграда, совершённый на всеволожской земле. По земле Всеволожского района во время Великой Отечественной войны проходила знаменитая Дорога жизни. Монумент в память об этом сделан в виде разорванного кольца.